# Ruunavesi
Ruunavesi är en sjö i Finland. Den ligger i Enonkoski i landskapet Södra Savolax, i den sydöstra delen av landet, 300 km nordost om huvudstaden Helsingfors. Ruunavesi ligger 62 meter över havet.